# Armadillo de set bandes
L'armadillo de set bandes (Dasypus septemcinctus) és una espècie d'armadillo de Sud-amèrica. Viu a Bolívia, el Brasil, el Paraguai i, possiblement, l'Argentina. És un animal terrestre, solitari i nocturn, que viu bàsicament en hàbitats secs a l'exterior de les regions de jungla.